# 강화 고천리 고인돌군
강화 고천리 고인돌군(江華 古川里 고인돌群)은 인천광역시 강화군 내가면 고천리에 있는 청동시대의 고인돌군이다. 1999년 4월 26일 인천광역시의 기념물 제46호로 지정되었다.

## 개요
고려산(해발 436m)의 서쪽 능선을 따라 해발 350∼250m 지점에 18기의 고인돌무덤이 흩어져 있다.
우리나라 고인돌무덤이 분포하는 평균 고도보다 훨씬 높은 곳에 위치하고 있다. 대부분의 고인돌모덤들은 무너져 원형이 많이 훼손된 상태이다. 그 중 비교적 잘 보존되어 있는 북방식 고인돌무덤은 덮개돌의 크기가 가로 3.35m, 세로 2.47m, 두께 0.65m이다.
가까운 거리에 있는 암석에는 고인돌무덤을 만들기 위하여 돌을 떼낸 흔적이 남아 있다.

## 참고 자료
- 강화고천리고인돌군 - 국가유산청 국가유산포털